# Gila (geslacht)
Gila is een geslacht van straalvinnige vissen uit de familie van karpers (Cyprinidae).

## Soorten
- Gila atraria (Girard, 1856)
- Gila bicolor (Girard, 1856)
- Gila brevicauda Norris, Fischer & Minckley, 2003
- Gila coerulea (Girard, 1856)
- Gila conspersa Garman, 1881
- Gila crassicauda (Baird & Girard, 1854)
- Gila cypha Miller, 1946
- Gila ditaenia Miller, 1945
- Gila elegans Baird & Girard, 1853
- Gila eremica DeMarais, 1991
- Gila intermedia (Girard, 1856)
- Gila minacae Meek, 1902
- Gila modesta (Garman, 1881)
- Gila nigra Cope, 1875
- Gila nigrescens (Girard, 1856)
- Gila orcuttii (Eigenmann & Eigenmann, 1890)
- Gila pandora (Cope, 1872)
- Gila pulchra (Girard, 1856)
- Gila purpurea (Girard, 1856)
- Gila robusta Baird & Girard, 1853
- Gila seminuda Cope & Yarrow, 1875